# Liste der Monuments historiques in Ury (Seine-et-Marne)
Die Liste der Monuments historiques in Ury (Seine-et-Marne) führt die Monuments historiques in der französischen Gemeinde Ury auf.

## Liste der Bauwerke
| Bezeichnung      | Beschreibung | Standort | Kennzeichnung | Schutzstatus | Datum | Bild           |
| ---------------- | ------------ | -------- | ------------- | ------------ | ----- | -------------- |
| Kirche St-Martin |              | (Lage)   | PA00087303    | Inscrit      | 1926  | weitere Bilder |

## Liste der Objekte
| Bezeichnung                                      | Beschreibung                           | Standort                       | Kennzeichnung | Schutzstatus | Datum | Bild |
| ------------------------------------------------ | -------------------------------------- | ------------------------------ | ------------- | ------------ | ----- | ---- |
| Hauptaltar mit Tabernakel                        | Eichenholz, vergoldet, 18. Jahrhundert | in der Kirche St-Martin (Lage) | PM77004935    | Inscrit      | 2009  |      |
| Grabplatte für den Priester Jean Ruffay († 1527) | Holz, 16. Jahrhundert                  | in der Kirche St-Martin (Lage) | PM77001755    | Classé       | 1906  |      |